# سیماک ساهاکیان
سیماک (سنکریم) مکرتچی ساهاکیان (ارمنی: Սիմակ (Սենեքերիմ) Մկրտչի Սահակյան؛  زادهٔ ۷ سپتامبر ۱۸۷۹ - درگذشته ۲۹ آوریل ۱۹۶۱) کارشناس علوم پرورشی، انقلابی و سیاستمدار اهل ارمنستان بود.

## زندگی‌نامه
وی در ۷ سپتامبر [سبک قدیمی: ۲۵ اوت] ۱۸۷۹ در روستای آگاراک به دنیا آمد و از مدرسه نرسیسیان و دانشکده علوم الهی گئورگیان اچمیادزین (۱۹۰۱) فارغ‌التحصیل گشت. وی در مدرسه نرسیسیان، کارمیر لوری و مانکاوارژاکان ترت فعالیت می‌کرد. وی همچنین برندهٔ جوایزی همچون نشان لنین، مدال شجاعت کار (۱۹۶۰)، نشان پرچم سرخ کار (۱۹۴۵ و ۱۹۵۹) و آموزگار شایسته ارمنستان شوروی () شده است. وی در ۲۹ آوریل ۱۹۶۱ در سن ۸۱ سالگی در ایروان درگذشت.

## یادداشت
1. ↑  ՀԽՍՀ Գերագույն սովետի նախագահ/Chairman of the Supreme Council of the Armenian SSR
2. ↑  ՀԿԿ ԿԿ-ի Վերստուգիչ հանձնաժողովի նախագահ/Chairman of the Audit Commission of the Communist Party of Armenia
3. ↑  Member of the Central Committee of the Communist Party of Armenia